# Afri-Cola
Afri-Cola est un Soda à base de cola produit en Allemagne. La marque Afri-Cola a été enregistrée en 1931 par la société allemande F. Blumhoffer Nachfolger GmbH.

## Description
Dans la compétition accrue des années 1960, Afri-Cola a perdu sa prédominance sur le marché allemand. Le photographe et designer Charles Wilp a créé une campagne de marketing pour relancer son image, son plus fameux slogan est « Alles ist in Afri-Cola… ». La même compagnie produit Bluna, une boisson à l'orange.
Aujourd'hui les droits d'Afri-Cola et de Bluna appartiennent à Mineralbrunnen Überkingen-Teinach AG. Cette compagnie tente d'utiliser la tendance rétro pour ramener ces produits sur le marché allemand. Cependant, le goût de ces nouvelles boissons diffère des versions originales.
Le taux de caféine était de 250 mg/l, ce qui est inhabituellement élevé, il atteint maintenant une concentration de 150 mg/l et n'a donc pas besoin d'être indiqué sur la bouteille.